# Homotoma bakeri
Homotoma bakeri är en insektsart som beskrevs av Crawford 1915. Homotoma bakeri ingår i släktet Homotoma och familjen Homotomidae. Inga underarter finns listade i Catalogue of Life.